# Indian Village (Indiana)
Indian Village – miasto w Stanach Zjednoczonych, w stanie Indiana, w hrabstwie St. Joseph.